# Llista de peixos del riu Lena

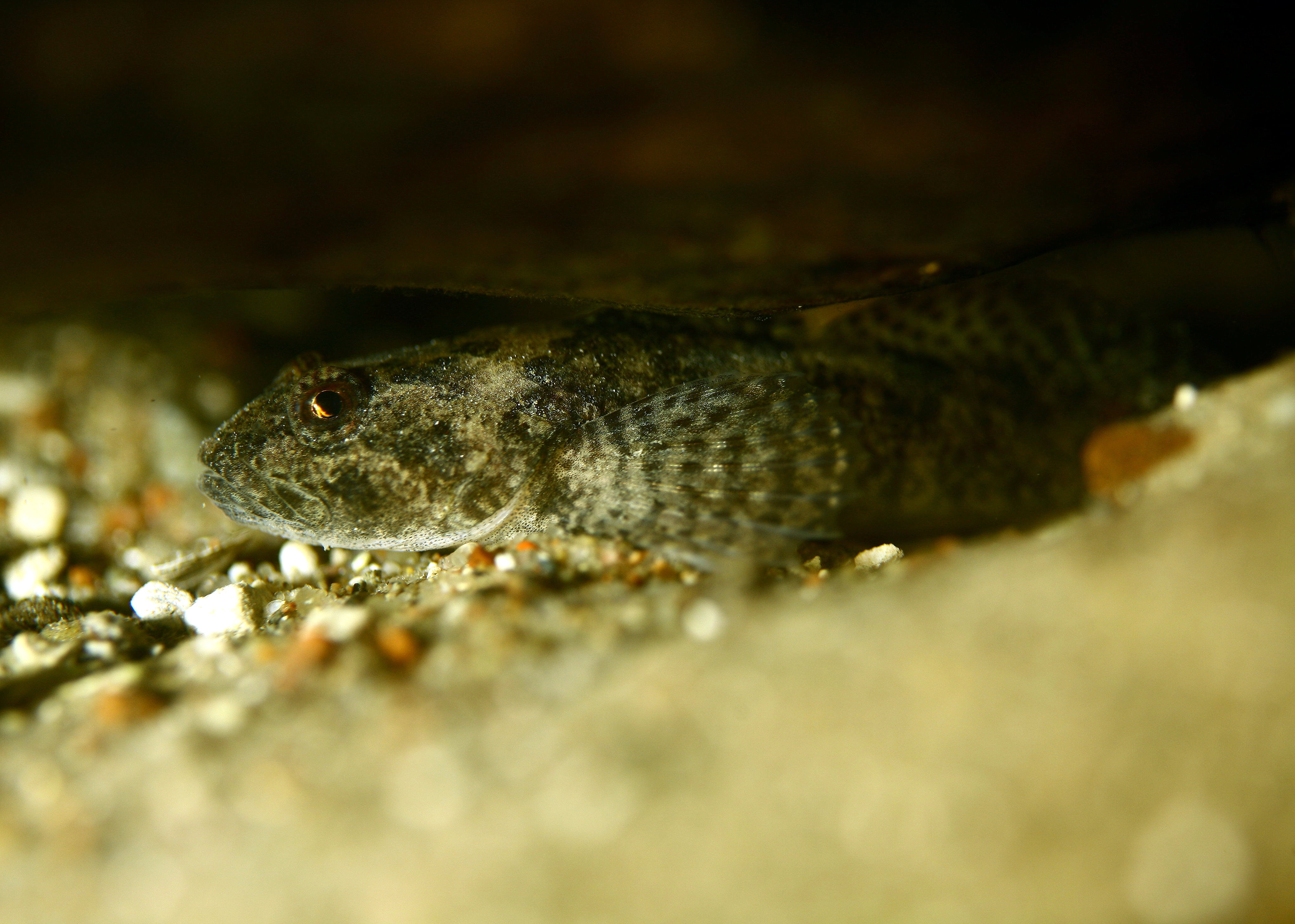
Cottus poecilopus

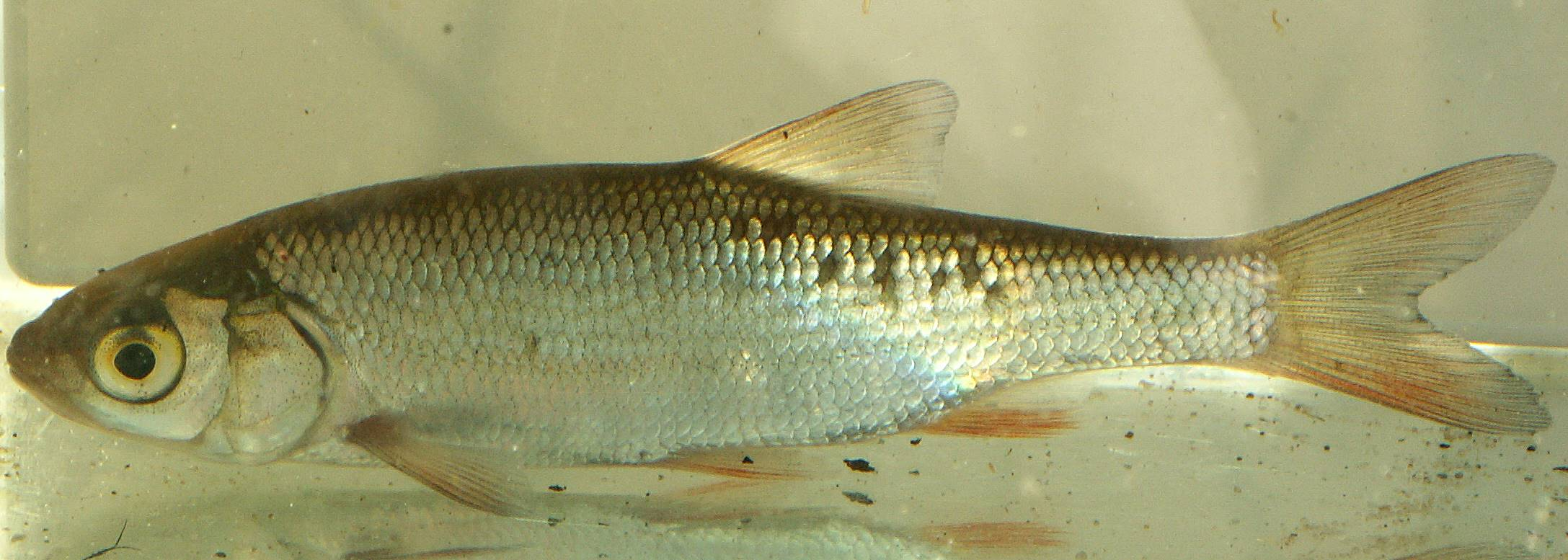
Leuciscus idus

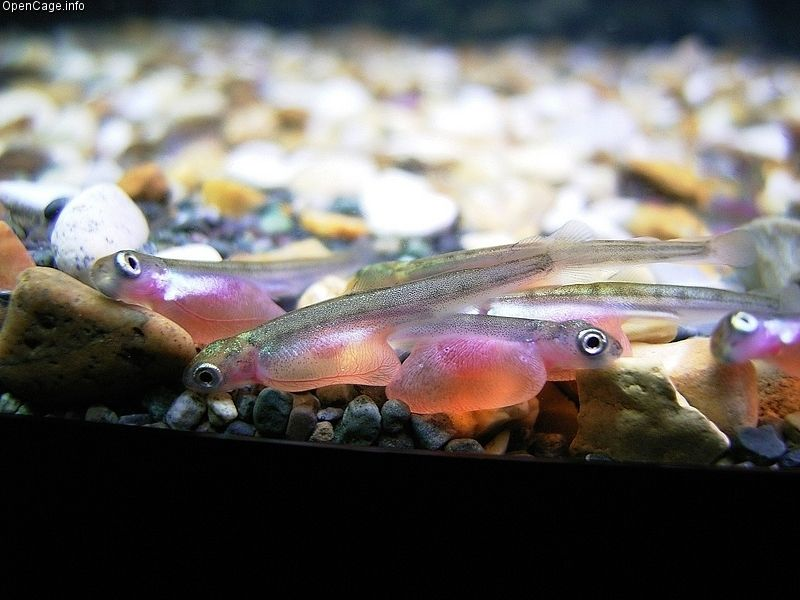
Oncorhynchus keta

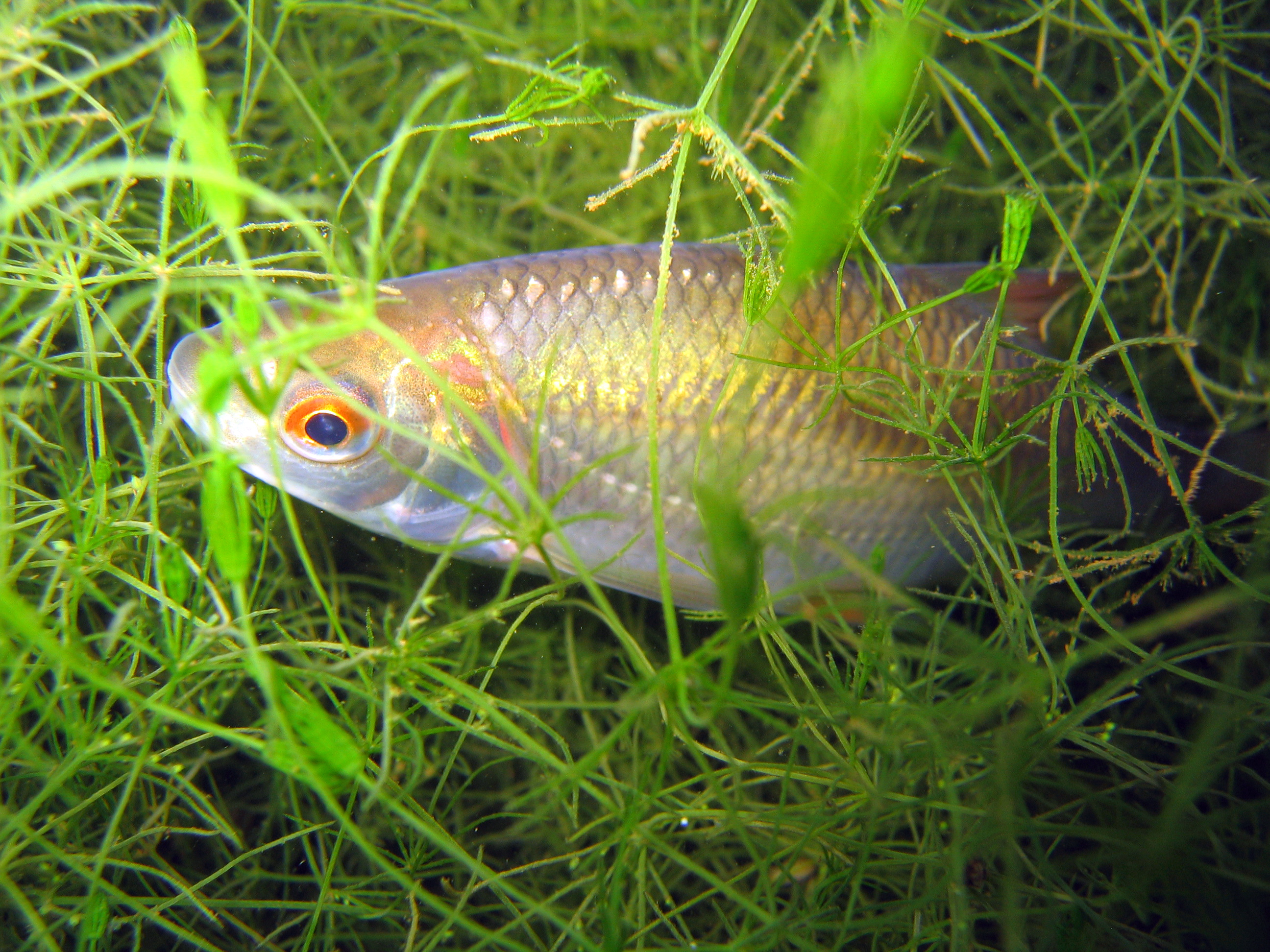
Rutilus rutilus

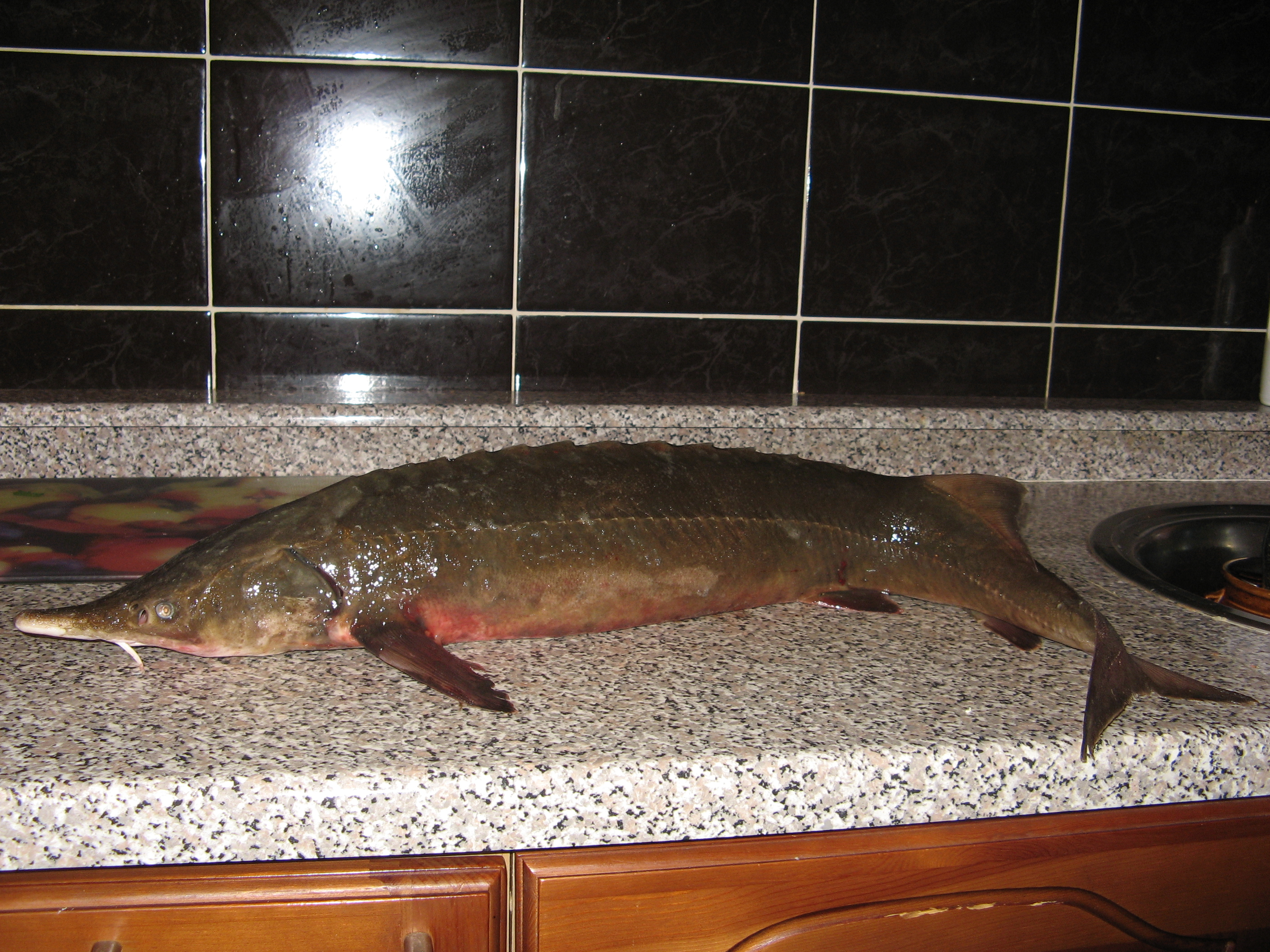
Acipenser baerii baerii

Aquesta llista de peixos del riu Lena -incompleta- inclou 11 espècies de peixos que es poden trobar al riu Lena, a la Sibèria, Rússia, ordenades per l'ordre alfabètic de llur nom científic.

## A
- Acipenser baerii baerii

## C
- Coregonus tugun lenensis
- Cottus poecilopus

## G
- Gobio soldatovi

## L
- Leuciscus idus
- Liopsetta glacialis
- Lota lota

## O
- Oncorhynchus gorbuscha
- Oncorhynchus keta

## R
- Rhynchocypris lagowskii
- Rutilus rutilus[1]